# Вулиця Мелетія Смотрицького
Вулиця Мелетія Смотрицького — вулиця в Деснянському районі Києва, місцевість Троєщина. Пролягала від Польової вулиці до вулиці Опанаса Заливахи. В середині 2000 років подовжена до вулиці Володимира Беца.
Прилучається вулиця Миру.

## Історія
Виникла у 1-й половині ХХ століття. Названа на честь російського державного і військового діяча Д. М. Пожарського (1577–1642). Сучасна назва на честь українського мовознавця, письменника, церковного й освітнього діяча XVII століття Мелетія Смотрицького — з 2022 року.